# Comment le brigadier entra en campagne contre le maréchal Millefleurs
Comment le brigadier entra en campagne contre le maréchal Millefleurs (How the Brigadier Took the Field Against the Marshal Millefleurs en version originale), est une nouvelle d'Arthur Conan Doyle mettant en scène le Brigadier Gérard. Elle est parue pour la première fois dans la revue britannique Strand Magazine en août 1895, avant d'être reprise dans le recueil Les Exploits du Brigadier Gérard (The Exploits of Brigadier Gerard).
La nouvelle a été traduite en français par Géo Adam et publiée en avril 1898 dans l'hebdomadaire La Lecture n°27 sous le titre Comment le colonel fit campagne contre le maréchal Millefleurs. Le recueil complet des Exploits du Colonel Gérard traduit par Géo Adam est paru aux éditions Félix Juven en 1905. La nouvelle a également été traduite par Bernard Tourville en 1957 pour l'édition intégrale des œuvres d'Arthur Conan Doyle éditée par Robert Laffont, sous le titre Comment le brigadier entra en campagne contre le maréchal Millefleurs.

## Résumé
Le colonel Étienne Gérard se voit confier par André Masséna la mission de retrouver et de pendre le maréchal Millefleurs, de son vrai nom Alexis Morgan, qui se trouve à Almeixal au Portugal, à quarante kilomètres de Santarém. Ancien officier de la Garde anglaise, le maréchal sème le trouble dans la région en étant à la tête d'une troupe de soldats déserteurs et de brigands vivant principalement de pillages. Gérard doit également libérer la riche comtesse douairière de La Ronda, retenue par le maréchal.
Gérard part réaliser cette mission avec un demi-escadron de l'armée impériale. Aux abords d'Almeixal, Gérard retrouve sir Russell Bart, un haut-gradé de l'armée britannique qu'il porte en haute estime. Bart dirige également un demi-escadron ayant pour mission de pendre le maréchal Millefleurs. Les deux armées, malgré leur rivalité, décident d'unir leurs forces pour mener à bien leur mission commune.
Les hommes du maréchal Millefleurs ont pris possession de l'abbaye d'Almeixal qui semble imprenable. Dans une auberge, Bart et Gérard rencontrent un homme qui affirme être l'abbé d'Almeixal. Ce dernier leur conseille de se faire passer pour des déserteurs de manière à s'introduire dans l'abbaye avec leurs soldats. Bart et Gérard trouvent l'idée bonne et conviennent que ce sera le demi-escadron de Bart qui s'introduira dans l'abbaye par cette méthode à la nuit tombée et qui ouvrira ensuite l'accès au demi-escadron de Gérard.

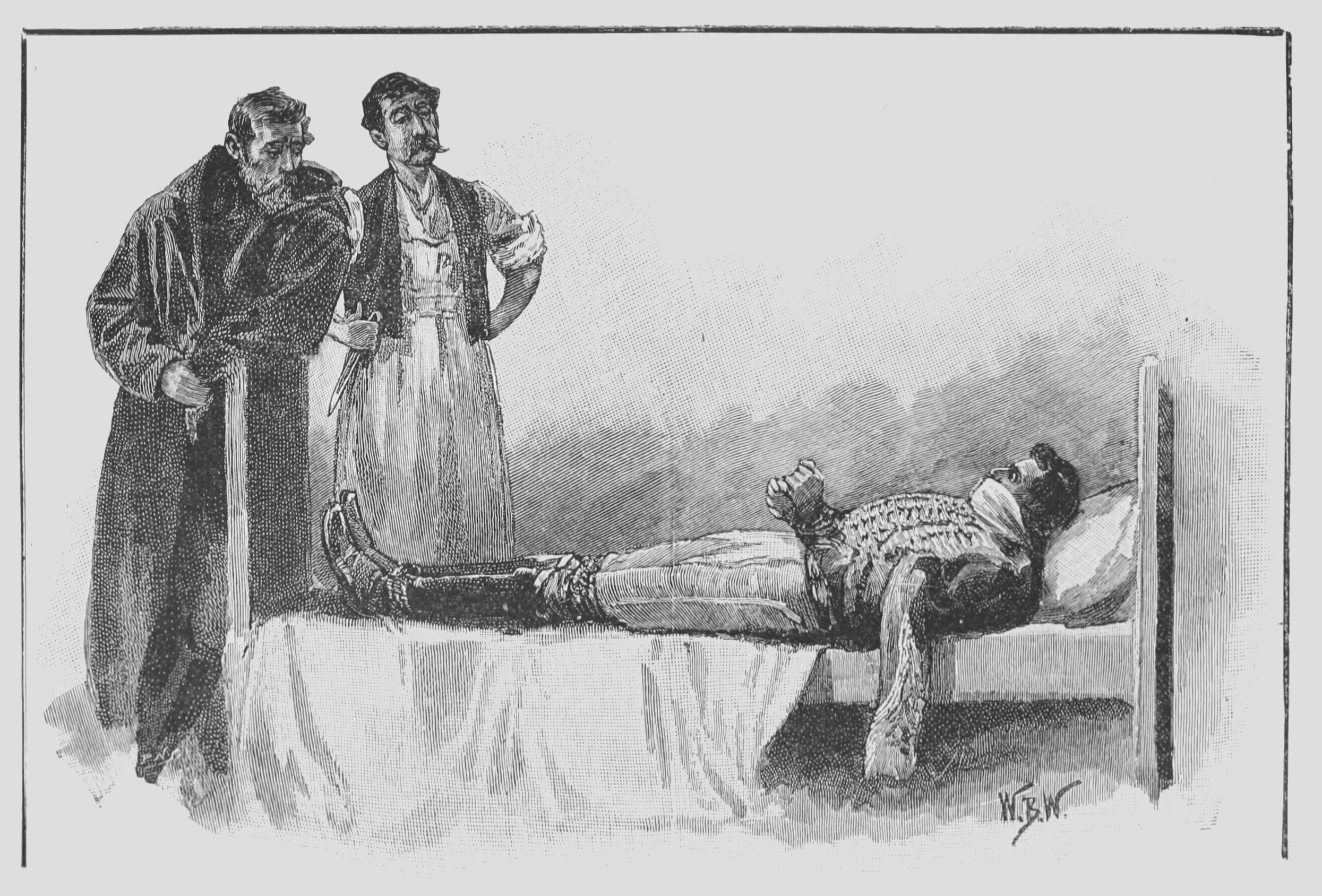
Étienne Gérard ligoté par le maréchal Millefleurs et l'aubergiste.

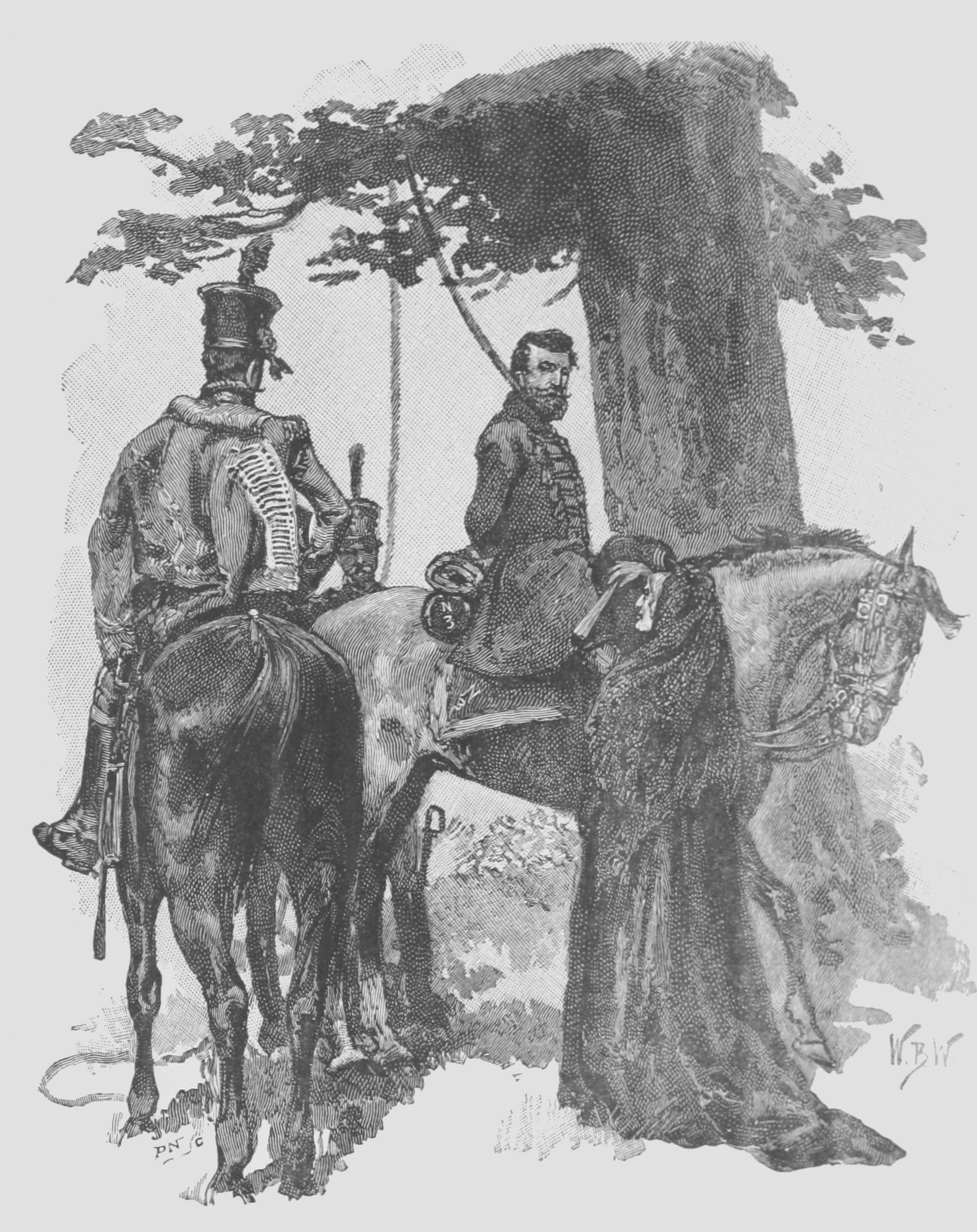
Étienne Gérard menaçant de pendre le maréchal Millefleurs.

Le plan est exécuté mais l'homme qui se disait être l'abbé d'Almeixal n'était autre que le maréchal Millefleurs lui-même. L'armée de Bart est ainsi faite prisonnière dans l'abbaye et quatorze soldats sont tués, y compris Bart lui-même. Hors de l'abbaye, Gérard est ligoté par le maréchal Millefleurs et par l'aubergiste pendant son sommeil, mais un soldat français parvient à le libérer et à faire le maréchal prisonnier.
À l'aube, Gérard et ses soldats se rendent aux abords de l'abbaye pour procéder à un échange entre le maréchal Millefleurs et les prisonniers anglais détenus dans l'abbaye. Gérard ordonne également la libération de la comtesse de La Ronda en menaçant dans le cas contraire de pendre le maréchal Millefleurs. La femme retenue dans la forteresse se révèle néanmoins être la femme du maréchal : la comtesse de La Ronda n'a jamais été retenue par ce dernier. Le maréchal est donc relâché uniquement en l'échange des soldats anglais survivants. La mission est un échec pour le brigadier Gérard.